# Ali Assadalla
Ali Assadalla Thaimn Qambar, kurz meist nur Ali Asad genannt (arabisch علي أسد الله ثايمن قمبر; * 19. Januar 1993 in Manama, Bahrain), ist ein katarisch-bahrainischer Fußballspieler. Er ist auf dem Spielfeld im Mittelfeld beheimatet und führt diese Rolle dort als offensiv aus.

## Karriere

### Verein
Er startete seine Jugend in seinem Geburtsland und wechselte dort von der U19 des al-Muharraq SC in der Sommerpause 2008, zur Reserve-Mannschaft von al-Sadd in Katar. Hier ging er dann zur Spielzeit 2011/12 schließlich auch fest in die erste Mannschaft über. In der Liga kam er das erste Mal in der Saison 2012/13 am 2. Spieltag bei einem 5:2-Sieg über den Qatar SC zum Einsatz, wo er zur 78. Minute für Khalfan Ibrahim eingewechselt wurde.
Mit seinem Klub wurde er bislang mindestens vier Mal die Meisterschaft und gewann zwei Mal den Emir of Qatar Cup. Sowie daneben noch ein paar andere Wettbewerbe. Darunter auch in der Saison 2010 der Gewinn der AFC Champions League, wo er im laufenden Wettbewerb genau eine Spielminute hatte. Dies war zudem auch sein erster Einsatz für die erste Mannschaft seines Klubs überhaupt. Als amtierender Meister nahm er dann auch noch mit eigener Spielzeitbeteiligung an der Klub-Weltmeisterschaft 2019 teil.

### Nationalmannschaft
Seinen ersten Einsatz im Dress der katarischen A-Nationalmannschaft, hatte er am 23. Januar 2012 bei einer 0:5-Freundschaftsspielniederlage gegen Schweden. Hier stand er in der Startelf, wurde aber bereits zur 43. Minute für Ahmed Yasser Mohammedy ausgewechselt. Danach kam er erst zum Jahresende wieder zum Einsatz und spielte nebst einem Freundschaftsspiel auch noch bei der Westasienmeisterschaft 2013 mit, wo er mit seiner Mannschaft am Ende gegen Jordanien das Turnier gewann. Als Nächstes ging es für ihn weiter zum Golfpokal 2014, wo seine Mannschaft erneut ein Turnier gewann.
Sein erstes großes Turnier war schließlich die Asienmeisterschaft 2015, wo er im Kader der Stand und in dem Gruppenspiel gegen Bahrain eingesetzt wurde. Nach ein paar weiteren Freundschaftsspielen, folgten hier für ihn dann ab Sommer 2015 auch Spiele bei der Qualifikation für die Weltmeisterschaft 2018, wo er sehr viele Einsätze ansammelte.
Nach Oktober 2017 kam er dann erst einmal gar nicht mehr zum Einsatz. Erst im Herbst 2021 folgten für ihn wieder erneut Einsätze. Anschließend wurde er dann auch für den Kader beim FIFA-Arabien-Pokal 2021 nominiert, wo er in zwei Spielen zu Einsatzzeit kam. Auch in den Vorbereitungsspielen zur Weltmeisterschaft 2022 erhielt er einige Einsätze.